# 慈云寺 (巩义)
慈云寺位于河南省巩义市东南方的青龙山，始建于东汉永平七年（64年）。据登封法王寺《重修大法王寺碑记》云，“嵩阴慈云、洛阳白马、嵩阳法王，乃中国作寺之始”。故慈云寺也被认为是佛教传入中国后最早的寺院之一。
慈云寺中的碑刻以“慈云寺石刻”之名于2000年9月被列入河南省文物保护单位，2013年3月被列入第七批全国重点文物保护单位。

## 历史
慈云寺由印度僧人摄摩腾和竺法兰于东汉永平七年（64年）创建，相传二僧曾在此译经。唐贞观元年至三年（627-629年），三藏禅师玄奘奉命重修此寺。之后历代曾多次重修。慈云寺极盛之时，僧众数百人，供奉佛像两千余尊，据碑文称：“本其形，胜其雄，即远公之庐山、达摩之少林，无逾此也”。清末后慈云寺逐渐衰落，中华民国二十三年（1934年），巩县政府下令拆寺建学，寺院殿堂拆卸下的砖瓦木料被被运至北山口建新心中学用，寺中一棵与慈云寺同年的大白果树也被伐掉，原建筑仅剩残垣断壁。近年来，慈云寺的大雄宝殿、钟楼、鼓楼、过厅和僧房等建筑方得以重修。

## 石刻
慈云寺现存明、清两代52通碑刻和元至清代的和尚塔铭43方。此外，还出土了宋、元、明，清时代的建筑构件和泥塑佛像、一座佛龛及宋代摩崖造像。所存碑刻多为重修记，其中重要碑刻有：
- 明天顺四年（1460年）的《释迦牟尼双足灵相碑》，碑高120厘米、宽60厘米、厚20厘米，碑身上部刻双足灵相图，下为刻图之来历。
- 明万历十七年（1589年）重刻的《青龙山慈云禅寺五十三峰圣境之图》碑，碑高180厘米、宽78厘米、厚15厘米，为圆首，碑身上部线刻慈云寺殿堂布局状况，周围53峰的名称、塔林及寺祖摄摩腾和竺法兰活动地址等，下刻《卧云禅师赞慈云圣境》偈诗。

慈云寺碑刻内容包括寺院的兴衰、佛教宗派沿袭与变迁、农民起义活动情况、古代工商管理、兵役制度、行政建制、官吏制度、寺院管理机构与职务名称、自然地理记述、诗文佳作、历史灾害等，为研究古代佛教文化、历史沿革、行政建制等的重要史料。